# Senato dell'Alabama
Il Senato dell'Alabama è la camera alta della Legislatura dell'Alabama. Esso si riunisce, insieme alla Camera dei rappresentanti, nel Campidoglio dello Stato dell’Alabama.
L'organo è composto da 35 membri che rappresentano un numero uguale di distretti di tutto lo stato (con ogni distretto contenente, per legge, almeno 127.140 cittadini). A differenza della camera bassa, la Camera dei rappresentanti dell'Alabama, i senatori servono per un mandato di due anni, senza limiti di rielezione.
Come le altre camere alte delle legislature statali e il Senato degli Stati Uniti, il Senato può confermare o rifiutare le nomine governative al gabinetto, alle commissioni e alle corti statali.